# Студентський уряд Львівського національного університету імені Івана Франка
Студентський уряд Львівського національного університету імені Івана Франка - виконавчий орган студентського самоврядування Львівського університету. Заснований у 2005 році. 

Студентське самоврядування - це право і можливість студентів вирішувати питання навчання і побуту, захисту прав та інтересів студентів, а також брати участь в управлінні закладом вищої освіти. Студентське самоврядування об’єднує всіх студентів відповідного закладу вищої освіти. Усі студенти , які навчаються у закладі вищої освіти, мають рівні права та можуть обиратися та бути обраними в робочі, дорадчі, виборні та інші органи студентського самоврядування. Студентське самоврядування забезпечує захист прав та інтересів студентів та їх участь в управлінні закладом вищої освіти. Студентське самоврядування здійснюється студентами безпосередньо і через органи студентського самоврядування, які обираються шляхом прямого таємного голосування студентів .